# Bourletiella arvalis
Bourletiella arvalis is een springstaartensoort uit de familie van de Bourletiellidae. De wetenschappelijke naam van de soort is voor het eerst geldig gepubliceerd in 1863 door Fitch.